# Чулпан (Самарская область)
Чулпан — посёлок в Камышлинском районе Самарской области в составе сельского поселения Ермаково.

## География
Находится на расстоянии примерно 11 километров по прямой на юго-запад от районного центра села Камышла.

## История
Основан в 1928 году переселенцами из села Ермаково. В советское время работал колхоз «Восток».

## Население
Постоянное население составляло 304 человека (татары 96 %) в 2002 году, 264 в 2010 году.